# Élections sénatoriales de 2014 à Saint-Martin
L’élection sénatoriale de 2014 à Saint Martin a lieu le 28 septembre 2014. Elle a pour but d'élire le sénateur représentant la Collectivité d'outre-mer au Sénat pour un mandat de six années.

## Sénateur sortant
| Sénateur | Sénateur | Parti | Fonctions lors de l'élection en 2008 |
| -------- | -------- | ----- | ------------------------------------ |
|          | vacant   |       |                                      |

## Collège électoral
En application des règles applicables pour les élections sénatoriales françaises, le collège électoral appelé à élire le sénateur de Saint-Martin en 2014 se compose de la manière suivante :
| Conseillers territoriaux | Conseillers territoriaux | Conseillers territoriaux | Conseillers territoriaux | 23 | 95,83 %  |
| Députés                  | Députés                  | Députés                  | Députés                  | 1  | 4,16 %   |
| Sénateurs                | Sénateurs                | Sénateurs                | Sénateurs                | 0  | 0,00 %   |
| Total                    | Total                    | Total                    | Total                    | 24 | 100,00 % |

Daniel Gibbs étant député et conseiller territorial, il a un remplaçant pour cette dernière fonction.

## Présentation des candidats
Les nouveaux représentants sont élus pour une législature de 6 ans au suffrage universel indirect par les grands électeurs de la collectivité. À Saint-Martin, le sénateur est élu au scrutin majoritaire à deux tours. Ils sont 7 candidats dans la collectivité, chacun avec un suppléant.
| N°  | Candidats | Candidats              | Parti | Principales fonctions             |
| --- | --------- | ---------------------- | ----- | --------------------------------- |
| T01 |           | Guillaume Arnell       | DVG   | Conseiller territorial            |
| S01 |           | Aline Hanson           | DVG   | Présidente du conseil territorial |
| T02 |           | René-Jean Duret        | UDI   | Conseiller territorial            |
| S02 |           | Rosette Gumbs-Lake     | UDI   | Conseillère territoriale          |
| T03 |           | Georges Gumbs          | DVG   |                                   |
| S03 |           | Carole Gumbs           | DVG   |                                   |
| T04 |           | Dominique Aubert       | UMP   | Conseillère territoriale          |
| S04 |           | Dominique Riboud       | UMP   |                                   |
| T05 |           | Alain Gros-Désormeaux  | DVG   | Conseiller territorial            |
| S05 |           | Rolande Questel        | DVG   | Conseillère territoriale          |
| T06 |           | Boniface Hodge         | DIV   |                                   |
| S06 |           | Marise Dixen           | DIV   |                                   |
| T07 |           | Patricia Chance-Duzant | DIV   |                                   |
| S07 |           | Steven Patrick         | DIV   |                                   |

## Résultats
| Candidat et parti politique | Candidat et parti politique | Candidat et parti politique | Premier tour | Premier tour | Second tour | Second tour |
| Candidat et parti politique | Candidat et parti politique | Candidat et parti politique | Voix         | %            | Voix        | %           |
| --------------------------- | --------------------------- | --------------------------- | ------------ | ------------ | ----------- | ----------- |
|                             | Guillaume Arnell            | DVG                         | 7            | 30,43        | 11          | 47,83       |
|                             | Alain Gros-Desormeaux       | DVG                         | 7            | 30,43        | 8           | 34,78       |
|                             | Dominique Aubert            | UMP                         | 6            | 26,09        | 4           | 17,39       |
|                             | René-Jean Duret             | UDI                         | 2            | 8,70         |             |             |
|                             | Patricia Chance-Duzant      | DIV                         | 1            | 4,35         |             |             |
|                             | Georges Gumbs               | DVG                         | 0            | 0,00         |             |             |
|                             | Boniface Hodge              | DIV                         | 0            | 0,00         |             |             |
|                             |                             |                             |              |              |             |             |
| Inscrits                    | Inscrits                    | Inscrits                    | 24           | 100,00       | 24          | 100,00      |
| Abstentions                 | Abstentions                 | Abstentions                 | 0            | 0,00         | 0           | 0,00        |
| Votants                     | Votants                     | Votants                     | 24           | 100,00       | 24          | 100,00      |
| Blancs                      | Blancs                      | Blancs                      | 1            | 4,17         | 1           | 4,17        |
| Nuls                        | Nuls                        | Nuls                        | 0            | 0,00         | 0           | 0,00        |
| Exprimés                    | Exprimés                    | Exprimés                    | 23           | 95,83        | 23          | 95,83       |